# Karlskoga Motorstadion
Het Karlskoga Motorstadion (ook Gelleråsens Motorbana of Gelleråsen genoemd) is het oudste bestaande circuit in Zweden. 
Het ligt ongeveer 6 kilometer ten noorden van de stad Karlskoga in de provincie Örebro en is gehomologeerd voor het Zweedse toerwagenkampioenschap. 

## Geschiedenis
Het Karlskoga Motorstadion werd in 1949 gebouwd als 1,55 kilometer lange dirttrackbaan. De eerste wedstrijd vond op 4 juni 1950 plaats onder de naam "Kanonloppet" (kanonnenrace). De naam stamde af van de sponsor, de wapenfabrikant Bofors die in Karlskoga gevestigd was. Voor de tweede Kanonloppet in 1952 werd de baan geasfalteerd en door het aanbrengen van twee bochten verlengd tot 1,6 kilometer. In 1958 werd de "velodromkurvan" (velodroombocht) toegevoegd en werd het circuit 3,172 kilometer lang. Van 1961 tot 1963 werd er ook met Formule 1 auto's gereden, maar dit waren uitnodigingswedstrijden die niet meetelden voor het wereldkampioenschap. Ze werden gewonnen door Stirling Moss met een Lotus-Climax, Masten Gergory met een Lotus-BRM en Jim Clark met een Lotus-Climax. In 1967 vond de Zweedse Formule 2 Grand Prix in het Motorstadion plaats. Die werd gewonnen door Jackie Stewart met een Matra. 
Op 9 augustus 1970 gebeurde er tijdens de Kanonloppet een ernstig ongeval. Tijdens de eerste wedstrijd van de dag, een toerwagenrace, raakten de Ford Escort van Pekka Virtanen en de BMW 02 van Rune Tobiasson elkaar. Beide auto's vlogen van de baan tegen de ongeveer 80 meter verder gelegen bosrand en schoten het publiek in. De plaats waar het publiek zich bevond werd als veilig beschouwd vanwege de grote afstand tot de baan en bovendien was de aandacht van het publiek op dat moment gericht op de auto van Erik Berger, die op hetzelfde punt van de baan was geschoten en op de uitloopstrook in een grote stofwolk gehuld was. 5 Toeschouwers kwamen om het leven en 32 anderen raakten gewond. Virtanen brak een been, maar Tobiasson raakte niet gewond. De race werd onmiddellijk gestopt en pas twee uur later gingen de races verder met slechts 16 deelnemers. 
Als gevolg van dit ongeluk werden alle races in Zweden verboden tot de circuits opnieuw gecontroleerd en goedgekeurd waren. Terwijl men juist plannen had om het Karlskoga Motorstadion aan te passen aan de eisen van de Formule 1, werd het enkele jaren gesloten en tot 2,530 kilometer lengte ingekort. 
In de seizoenen 1978 en 1979 werden de wedstrijden van de Zweedse Grand Prix om het wereldkampioenschap wegrace in het Motorstadion gehouden. Daarna verhuisde de Grand Prix terug naar de Scandinavian Raceway in Anderstorp. 
Het Karlskoga Motorstadion raakte in verval, maar werd in de jaren negentig en in de jaren nul gerenoveerd. Dit pitstraat werd verlengd en de pits werden verbeterd. Bovendien werd de veiligheid verhoogd door de ombouw van de "Tröskurvan" en de afbraak van de Velodroomsectie. Het circuit was nu 2,4 kilometer lang. 

## Resultaten van WK-races in 1978 en 1979
| Jaar | Klasse           | 1e                                           | 2e                                       | 3e                                           | Poleposition                                 | Snelste ronde                                |  |
| ---- | ---------------- | -------------------------------------------- | ---------------------------------------- | -------------------------------------------- | -------------------------------------------- | -------------------------------------------- |  |
| 1978 | 125 cc           | Pier Paolo Bianchi (Minarelli)               | Ángel Nieto (Minarelli)                  | Thierry Espié (Motobécane)                   | Pier Paolo Bianchi (Minarelli)               | Ángel Nieto (Minarelli)                      |  |
| 1978 | 250 cc           | Gregg Hansford (Kawasaki)                    | Kork Ballington (Kawasaki)               | Patrick Fernandez (Yamaha)                   | Kork Ballington (Kawasaki)                   | Gregg Hansford (Kawasaki)                    |  |
| 1978 | 350 cc           | Gregg Hansford (Kawasaki)                    | Kork Ballington (Kawasaki)               | Takazumi Katayama (Yamaha)                   | Gregg Hansford (Kawasaki)                    | Gregg Hansford (Kawasaki)                    |  |
| 1978 | 500 cc           | Barry Sheene (Suzuki)                        | Wil Hartog (Suzuki)                      | Takazumi Katayama (Yamaha)                   | Johnny Cecotto (Yamaha)                      | Johnny Cecotto (Yamaha)                      |  |
|      |                  |                                              |                                          |                                              |                                              |                                              |  |
| 1979 | 125 cc           | Pier Paolo Bianchi (Minarelli)               | Jean-Louis Guignabodet (Morbidelli)      | Thierry Noblesse (Morbidelli)                | Bruno Kneubühler (MBA)                       | Gert Bender (Bender)                         |  |
| 1979 | 250 cc           | Graziano Rossi (Morbidelli)                  | Gregg Hansford (Kawasaki)                | Patrick Fernandez (Yamaha)                   | Gregg Hansford (Kawasaki)                    | Gregg Hansford (Kawasaki)                    |  |
| 1979 | 500 cc           | Barry Sheene (Suzuki)                        | Jack Middelburg (Suzuki)                 | Boet van Dulmen (Suzuki)                     | Kenny Robert (Yamaha)                        | Wil Hartog (Suzuki)                          |  |
| 1979 | Zijspannen (B2A) | Jock Taylor/ Benga Johansson (Windle-Yamaha) | Werner Schwärzel/ Andreas Huber (Yamaha) | Rolf Biland/ Kurt Waltisperg (Schmid-Yamaha) | Rolf Biland/ Kurt Waltisperg (Schmid-Yamaha) | Rolf Biland/ Kurt Waltisperg (Schmid-Yamaha) |  |